# Gueto de Brest
El gueto de Brest fue un gueto establecido por los nazis en Bielorrusia soviética poco después de la invasión alemana de 1941, durante la Segunda Guerra Mundial, para concentrar a la población judía. 

## Historia

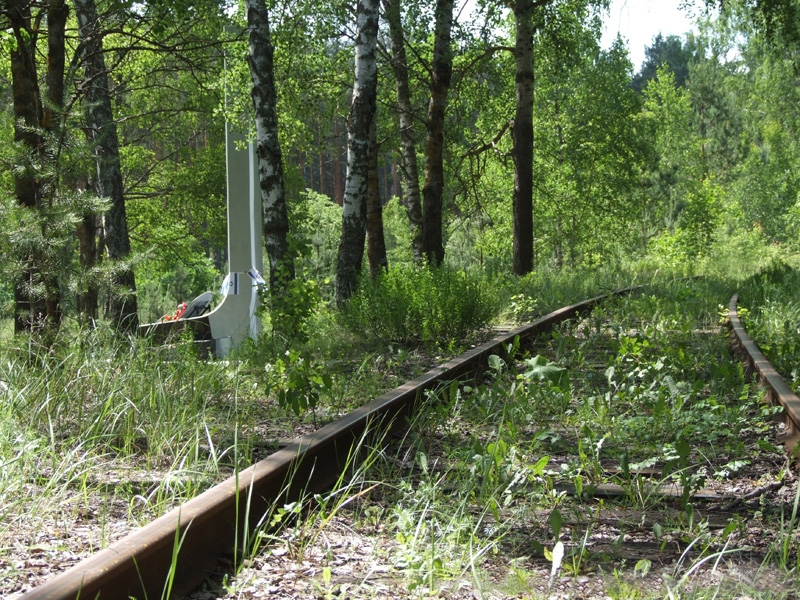
Línea férrea que conduce hasta el monte Bronna, lugar donde fueron ejecutados los judíos del gueto de Brest.

Brest es una ciudad bielorrusa ubicada cerca de la actual frontera con Polonia. La ciudad formó parte hasta 1921 de Rusia, cuando pasó a poder de Polonia. A comienzos de la Segunda Guerra Mundial, como consecuencia del pacto de no agresión nazi-soviético, la ciudad pasó a control de la Unión Soviética en 1939 y en 1941 fue ocupada por el ejército alemán.
El gueto fue fundado pocos meses después de la invasión, el 16 de diciembre de 1941, albergando a 18.000 personas que eran considerados judíos de acuerdo a los criterios de las Leyes de Núremberg. El gueto fue dividido en dos partes desiguales: una más grande, situada en el norte, y otra más pequeña, de la zona sur habitada por los judíos.
A comienzos del invierno de 1942, en enero, se había en el gueto creado organizaciones clandestinas de resistencia judía, a la ocupación alemana. Meses más tarde, en otoño de 1942, los nazis exigieron grandes tributos en dinero, oro, plata y joyas a los judíos, bajo la amenaza de liquidación del gueto. A pesar de haber pagado una altra contribución, en poco tiempo el gueto fue liquidado y la mayor parte de sus ocupantes fueron asesinados.
Entre los días 15 y 18 de octubre de 1942, se llevó a cabo la liquidación del gueto. Durante dichos días resultaron muertas algunas personas, mientras que el resto de los judíos fueron llevados hasta el monte Bronn, en las cercanías de Biaroza, donde fueron fusilados y enterrados en fosas.

## Organización
La administración interna del gueto estaba delegada en una Junta Judía compuesta por 60 miembros, cuyo presidente era Hersh Rosenberg y se encontraba subordinada a la policía judía que tenía la función de cuidar el orden dentro del gueto. En el gueto había también, un hospital, algunas tiendas y comedores populares.